# 斯維塔諾克 (伊凡諾-法蘭科夫斯克州)
斯維塔諾克（羅馬化：Svitanok）是烏克蘭西部伊萬諾-弗蘭科夫斯克州伊萬諾-弗蘭科夫斯克區羅哈廷市鎮的村莊。該村始建於1438年，面積15.9平方公里，2001年人口725，人口密度每平方公里45.6人。